# كسيرية الباخرة المحترقة

High-quality overview image of كسيرية الباخرة المحترقة

High-quality image of the large ship in the left antenna

أُبدعت كسيرية الباخرة المحترقة عام 1992.
{\displaystyle z_{n+1}=(|\operatorname {Re} \left(z_{n}\right)|+i|\operatorname {Im} \left(z_{n}\right)|)^{2}+c,\quad z_{0}=0}